# Rafael Silva (Fußballspieler, 1992)
Rafael da Silva, auch Rafa Silva genannt, (* 4. April 1992 in São Paulo) ist ein brasilianischer Fußballspieler. Er wird auf der Position eines Stürmers eingesetzt. Derzeit steht er beim Cruzeiro EC unter Vertrag.

## Karriere
Silva begann seine fußballerische Laufbahn im Nachwuchsbereich des SC Corinthians. 2011 ging er zum Coritiba FC, wo er seinen ersten Profikontrakt unterschrieb und mit der Staatsmeisterschaft von Paraná 2012 seinen ersten Erfolg feiern konnte.
2013 wechselte Silva in die Schweiz zum FC Lugano. Mit dem Klub trat er in der Saison in der Challenge League 2013/14 in 26 Spielen (neun Tore) und im Schweizer Cup 2013/14 (ein Spiel, kein Tor) an. Kurz nach Beginn der Challenge League 2014/15 (drei Spiele, drei Tore), wechselte er nach Japan.
Silva unterzeichnete einen Vertrag beim Albirex Niigata. Mit dem Klub trat er fortan in der J1 League an. Bei dem Klub blieb er bis zum Ende der J1 League 2015. Zur J1 League 2016 wechselte Silva zum Ligakonkurrenten Urawa Red Diamonds. Mit dem Klub konnte er im August 2017 die Copa Suruga Bank gewinnen. Im November des Jahres wurde er wesentlicher Bestandteil im Zuge des Gewinns der AFC Champions League 2017, steuerte er doch in beiden Finalspielen die einzigen Tore seines Klubs bei. Nach Abschluss dieser erfolgreichen Saison verließ Silva den Klub wieder.
Im Februar 2018 gab Wuhan Yangtze River aus China die Verpflichtung des Spielers bekannt. Er erhielt bei dem Klub einen Dreijahreskontrakt. Nach dessen Auslaufen, erfolgte am 1. Januar 2021 eine Verlängerung.
Im März 2022 ging Silva zurück in seine Heimat. Hier unterzeichnete er beim Cruzeiro EC einen Vertrag, welcher im April offiziell vom Verband bestätigt wurde. Mit dem Klub konnte er im November des Jahres den Gewinn der Série B 2022 feiern (16 Spiele, 6 Tore). Im Januar 2023 wurde dann ein erneuter Wechsel bekannt. Silva unterschrieb einen Kontrakt bei Jeonbuk Hyundai Motors aus Südkorea. Nach Beendigung der K League 1 2023 kehrte Silva in seine Heimat zurück, wo er für 2024 erneut bei Cruzeiro unterzeichnete. Zum Start in die Saison 2025 kam er dann beim Mirassol FC unter.

## Erfolge
Coritiba
- Staatsmeisterschaft von Paraná: 2012, 2013

Urawa Red Diamonds
- Copa Suruga Bank: 2017
- AFC Champions League: 2017

Wuhan Zall
- China League One: 2018

Cruzeiro
- Série B: 2022

## Auszeichnungen
- AFC Champions League 2017: AFC Auswahlmannschaft[7]
- AFC Champions League 2017: OPTA Auswahlmannschaft[8]